# 克代尼艾机场
克代尼艾机场，是立陶宛的一座机场，位于考纳斯以北45公里处。
冷战时期，该机场是苏联第128护卫军事运输飞行团（128 Gv VTAP）的基地，驻扎有伊尔-76和安-12飞机。后来成为第600军事运输飞行团（600 VTAP）的基地，同样驻扎上述两种飞机，直到1992年该团迁往沙德林斯克。其后，该机场被废弃10多年。近年经修复转为民用机场。